# Station Pierroton
Station Pierroton is een spoorwegstation in de Franse gemeente Cestas, aan de spoorlijn van Station Bordeaux-Saint-Jean naar het Spaanse Irun.
Het station is gebouwd als onderdeel van de lijn Bordeaux - La Teste door de Compagnie du chemin de fer de Bordeaux à La Teste.
Sinds 6 juli 2008 stoppen er geen passagierstreinen meer, in verband met een intensivering van de dienstregeling en het geringe aantal reizigers van en naar dit station.